# Sébastien Godefroid
Sébastien Godefroid (Antuérpia, 19 de março de 1971) é um velejador belga.

## Carreira
Sébastien Godefroid representou seu país nos Jogos Olímpicos de 1996, 2000, 2004 e 2008, no qual conquistou a medalha de prata na classe Finn. 